# Golaregnskogens nationalpark
Golaregnskogens nationalpark ligger i sydöstra Sierra Leone nära gränsen till Liberia. Nationalparken inrättades 2007 och tillhör ett större skogsområde som räknas som en av jordens biologiska hetfläckar.
Nationalparken delas administrativ i tre delar: Gola North med cirka 60 km², Gola Central med cirka 460 km² och Gola South med ungefär 230 km². Gola Central är ett kuperat landskap som ligger ungefär 300 meter över havet. Gränsen mot Gola North bildas av floden Komboya. Gola South domineras av träskmarker.
Parken nås från provinsens huvudstad Kenema (40 km) eller från staden Pujehun (30 km). Under regntiden krävs ett terrängfordon.

## Flora och fauna
Nationalparken utgörs av en urskog som ger hemvist åt många sällsynta arter. Här lever omkring 50 olika däggdjursarter, däribland 10 arter primater som schimpans (Pan troglodytes) och dianamarkatta (Cercopithecus diana). Även utrotningshotade arter som skogselefanten (Loxodonta cyclotis), dvärgflodhästen (Choeropsis liberiensis) och jentinkdykare (Cephalophus jentinki) förekommer i nationalparken.
Royal Society for the Protection of Bird hittade 274 fågelarter i parken, däribland 14 utrotningshotade. Bland dessa kan nämnas en kråktrast (Picathartes gymnocephalus), kalkonpärlhöna (Agelastes meleagrides) och golamalimbe (Malimbus ballmanni) som tillhör familjen vävare.